# Impatiens mullaingiriensis
Impatiens mullaingiriensis är en balsaminväxtart som beskrevs av Bhaskar. Impatiens mullaingiriensis ingår i släktet balsaminer, och familjen balsaminväxter. Inga underarter finns listade i Catalogue of Life.